# Григорян, Эдуард Григорьевич
Эдуард Григорьевич Григорян (арм. Էդուարդ Գրիգորյան; 25 мая 1929, Краснодар, РСФСР — 11 июня, 1988, Ереван, Армянская ССР) — советский футболист, заслуженный тренер Армянской ССР, заслуженный деятель физкультуры, директор Республиканской школы футбола Армении и школы-интернат спортивного профиля Олимпийского резерва. Отличник физической культуры (1958).

## Биография
Родился 25 мая 1929 года в Краснодаре в армянской семье. Вырос в Ереване, куда переехал вместе с семьёй вскоре после рождения.

## Футбольная карьера
Григорян начал увлекаться футболом с раннего возраста. Он настолько выделялся из круга сверстников в дворовых футбольных баталиях, что уже в пятнадцать лет был принят в сильнейшую команду республики ереванское «Динамо» (впоследствии ереванский «Арарат»). В составе «Динамо» Григорян отыграл восемь лет (1944—1952 гг.). Лучшим для него стал сезон 1949 года, когда из 42 голов, забитых «Динамо», 28 оказались на его счету. За это достижение он получил прозвище армянский «Бобров», в честь знаменитого бомбардира сборной СССР Всеволода Боброва.

## Тренерская работа
Завершив учебу в Ереванском институте физкультуры, Григорян оставил футбол и перешёл на тренерскую работу в городскую футбольную школу Ворошилова. Через несколько лет он возглавил школу и реорганизовал эту школу, получившую к этому времени статус Республиканской. В 1960-м году на Всесоюзной школьной спартакиаде его команда получила золотые медали.

## «Арарат»
В 1968 году Григорян стал главным тренером и менеджером (начальником команды) ереванского «Арарата». Впоследствии Григорян ушёл с главной тренерской должности, чтобы сконцентрироваться на менеджменте команды. Под его руководством «Арарат» приобрёл таких футболистов как Левон Иштоян, Назар Петросян, Эдуард Маркаров, Аркадий Андреасян, вратарь Алёша Абрамян. Под управлением Григоряна «Арарат» завоевал серебряные медали на чемпионате СССР в 1971 году.

## Карьера после «Арарата»
В 1976 году Григорян был назначен директором училища Олимпийского резерва. Впоследствии в этом училище воспитались 50 чемпионов мира и Европы, а также два чемпиона Олимпийских игр.
В 1985 году Григорян участвовал в организации проведения кубка ФИФА среди молодёжных команд.

## Награды
В 1965 году Григоряну были присвоены звания «Заслуженные тренер Армянской ССР» и «Заслуженный деятель физкультуры». Он также награждён орденами «Дружбы народов» и «Знак Почёта». Имя Григоряна занесено в книгу почёта комитета по физической культуре и спорту Совета министров СССР. За вклад Григоряна в развитие спорта Армении, Республиканская школа футбола Армении была названа его именем. С 2005 года, территория школы имени Эдуарда Григоряна используется как тренировочная база футбольного клуба «Бананц».